# 無鬚墨頭魚
無鬚墨头鱼（学名：Garra imberba）为輻鰭魚綱鯉形目鲤科墨头鱼属的鱼类。在中国，分布于岷江、雅砻江、金沙江、元江、澜沧江等。该物种的模式产地在四川乐山。體長可達22公分。

## 扩展阅读
維基物種上的相關：無鬚墨头鱼